# Parque nacional Bieszczady
Parque nacional Bieszczady (en polaco: Bieszczadzki Park Narodowy) Es el tercer parque nacional más grande de Polonia, situado en el voivodato de Subcarpacia en el extremo sureste del país, fronterizo con Eslovaquia y Ucrania.
El Parque fue creado en 1973. Para ese momento sólo abarcaba unos 59,55 km², pero con los años fue ampliado cuatro veces. Las últimas ampliaciones se llevaron a cabo en 1996 y 1999, cuando el Parque incorporó los antiguos pueblos de Bukowiec, Beniowa y Carynskie en 1996, y en 1999 los antiguos pueblos de Dzwiniacz, Tarnawa y Sokoliki.
Actualmente ocupa una superficie de 292,02 kilómetros cuadrados, que cubren las zonas más altas de la parte polaca de las montañas de Bieszczady. En 1992, el Parque y sus alrededores se convirtieron en parte de la Reserva de la UNESCO llamada Reserva de la biosfera Carpática oriental.